# 발테르 스카르스고르드
발테르 오드 스카르스고르드(스웨덴어: Valter Odd Skarsgård, 1995년 10월 25일 ~ )는 스웨덴의 배우이다.